# Hita, Ōita
Hita (日田市 Hita-shi) là một thành phố thuộc tỉnh Ōita, Nhật Bản. Thành phố được thành lập ngày 11 tháng 12 năm 1940. Ngày 22 tháng 3 năm 2005 thành phố sáp nhập thêm các thị trấn Amagase và Ōyama, và các làng Kamitsue, Maetsue và Nakatsue.
Đến năm 2008, dân số thành phố là 72.024 người trên diện tích 666,19 km², mật độ 108 người/ km².